# Sony Ericsson Xperia X1
A Sony Ericsson Xperia X1 (fejlesztői nevén HTC Kowalsky) egy 2008-as csúcskategóriás Sony Ericsson-okostelefon, egyben az első készülék az Xperia-sorozatban. A készülék tervezését és gyártását a HTC végezte.

## Hardver
Kijelzője 3 hüvelyk képátlójú érintőképernyő, melyet karcolásálló borítással láttak el. Előlapi kamerával, fényérzékelővel és közelségmérővel is ellátták az előlapot, amelynek alján fizikai gombok is találhatóak, középen egy touchpad-jellegű többirányú vezérlővel. Emellett egy érintőceruzát is mellékeltek a képernyő kezeléséhez. A készülékház műanyagból illetve szálcsiszolt alumíniumból készült. Kamerája 3.2 megapixeles, vakuval ellátott autofókuszos, videókat VGA-minőségben képes rögzíteni. Szétcsúsztatva a telefont egy teljes értékű QWERTY-billentyűzet jelenik meg, mely fémből készült. Processzora egy 528 MHz-es Qualcomm MSM7200-as, 256 MB RAM-mal és 512 MB ROM-mal, mely utóbbi microSDHC-kártyával bővíthető. Fekete és ezüst színben készült.

## Szoftver
Az Xperia X1 alatt a Windows Mobile 6.1-es verziója található, melynek sebességére érkezett a felhasználók közül a legtöbb panasz. A Sony Ericsson sajátos módon alakította át a Windows Phone kezdőképernyőjét: hétféle variációból lehet választani egy gombnyomással, mindig az aktuális igényeknek megfelelően. Beépített szoftverei ezen túlmenően az Adobe Reader, a Google Térképek, a Handango InHand alkalmazásbolt, illetve JAVA-képes Opera webböngésző. Mind az üzenetek kezelését, mind az e-maileket az Outlook végzi.